# Очеретяні жаби: Окупація
«Очеретяні жаби: Окупація» — документальний фільм 2010 року.

## Зміст
У 1935 році в Австралію з Пуерто-Рико завезли сотню очеретяних жаб у надії, що вони стануть знищувати шкідників цукрового очерету. Теоретично, кількість корму і природні вороги регулюють чисельність тієї або іншої популяції. Та у випадку з жабами виявилося, що корму для них більш ніж достатньо, а природних ворогів практично немає. Мало того, що шкідників цукрового очерету вони не їдять, жаб розвинулося як сарани у Біблійні часи, й ефективних способів боротьби з ними немає. Жаби окупують Австралію.